# Genesis Open
Le Genesis Open est un tournoi masculin de golf comptant pour le PGA Tour. Ce tournoi était anciennement appelé le Los Angeles Open puis le Nissan Open et enfin Northern Trust Open (jusqu'en 2016). Celui-ci se dispute en février à Pacific Palisades en Californie sur le parcours du Riviera Country Club. En 2008, il est doté de 6 200 000 USD.

## Palmarès
| Année                                | Vainqueur                                | Nationalité                              |
| ------------------------------------ | ---------------------------------------- | ---------------------------------------- |
| Los Angeles Open                     |                                          |                                          |
| 1926                                 | Harry Cooper                             | États-Unis                               |
| 1927                                 | Bobby Cruickshank                        | Écosse                                   |
| 1928                                 | Macdonald Smith                          | Écosse                                   |
| 1929                                 | Macdonald Smith                          | Écosse                                   |
| 1930                                 | Denny Shute                              | États-Unis                               |
| 1931                                 | Ed Dudley                                | États-Unis                               |
| 1932                                 | Macdonald Smith                          | Écosse                                   |
| 1933                                 | Craig Wood                               | États-Unis                               |
| 1934                                 | Macdonald Smith                          | Écosse                                   |
| 1935                                 | Vic Ghezzi                               | États-Unis                               |
| 1936                                 | Jimmy Hines                              | États-Unis                               |
| 1937                                 | Harry Cooper                             | États-Unis                               |
| 1938                                 | Jimmy Thomson                            | Écosse                                   |
| 1939                                 | Jimmy Demaret                            | États-Unis                               |
| 1940                                 | Lawson Little                            | États-Unis                               |
| 1941                                 | Johnny Bulla                             | États-Unis                               |
| 1942                                 | Ben Hogan                                | États-Unis                               |
| 1943                                 | Pas de tournoi (Seconde Guerre mondiale) | Pas de tournoi (Seconde Guerre mondiale) |
| 1944                                 | Harold McSpaden                          | États-Unis                               |
| 1945                                 | Sam Snead                                | États-Unis                               |
| 1946                                 | Byron Nelson                             | États-Unis                               |
| 1947                                 | Ben Hogan                                | États-Unis                               |
| 1948                                 | Ben Hogan                                | États-Unis                               |
| 1949                                 | Lloyd Mangrum                            | États-Unis                               |
| 1950                                 | Sam Snead                                | États-Unis                               |
| 1951                                 | Lloyd Mangrum                            | États-Unis                               |
| 1952                                 | Tommy Bolt                               | États-Unis                               |
| 1953                                 | Lloyd Mangrum                            | États-Unis                               |
| 1954                                 | Fred Wampler                             | États-Unis                               |
| 1955                                 | Gene Littler                             | États-Unis                               |
| 1956                                 | Lloyd Mangrum                            | États-Unis                               |
| 1957                                 | Doug Ford                                | États-Unis                               |
| 1958                                 | Frank Stranahan                          | États-Unis                               |
| 1959                                 | Ken Venturi                              | États-Unis                               |
| 1960                                 | Dow Finsterwald                          | États-Unis                               |
| 1961                                 | Bob Goalby                               | États-Unis                               |
| 1962                                 | Phil Rodgers                             | États-Unis                               |
| 1963                                 | Arnold Palmer                            | États-Unis                               |
| 1964                                 | Paul Harney                              | États-Unis                               |
| 1965                                 | Paul Harney                              | États-Unis                               |
| 1966                                 | Arnold Palmer                            | États-Unis                               |
| 1967                                 | Arnold Palmer                            | États-Unis                               |
| 1968                                 | Billy Casper                             | États-Unis                               |
| 1969                                 | Charlie Sifford                          | États-Unis                               |
| 1970                                 | Billy Casper                             | États-Unis                               |
| Glen Campbell-Los Angeles Open       |                                          |                                          |
| 1971                                 | Bob Lunn                                 | États-Unis                               |
| 1972                                 | George Archer                            | États-Unis                               |
| 1973                                 | Rod Funseth                              | États-Unis                               |
| 1974                                 | Dave Stockton                            | États-Unis                               |
| 1975                                 | Pat Fitzsimons                           | États-Unis                               |
| 1976                                 | Hale Irwin                               | États-Unis                               |
| 1977                                 | Tom Purtzer                              | États-Unis                               |
| 1978                                 | Gil Morgan                               | États-Unis                               |
| 1979                                 | Lanny Wadkins                            | États-Unis                               |
| 1980                                 | Tom Watson                               | États-Unis                               |
| 1981                                 | Johnny Miller                            | États-Unis                               |
| 1982                                 | Tom Watson                               | États-Unis                               |
| 1983                                 | Gil Morgan                               | États-Unis                               |
| Los Angeles Open                     |                                          |                                          |
| 1984                                 | David Edwards                            | États-Unis                               |
| 1985                                 | Lanny Wadkins                            | États-Unis                               |
| 1986                                 | Doug Tewell                              | États-Unis                               |
| Los Angeles Open Presented by Nissan |                                          |                                          |
| 1987                                 | T.C. Chen                                | Taïwan                                   |
| 1988                                 | Chip Beck                                | États-Unis                               |
| Nissan Los Angeles Open              |                                          |                                          |
| 1989                                 | Mark Calcavecchia                        | États-Unis                               |
| 1990                                 | Fred Couples                             | États-Unis                               |
| 1991                                 | Ted Schulz                               | États-Unis                               |
| 1992                                 | Fred Couples                             | États-Unis                               |
| 1993                                 | Tom Kite                                 | États-Unis                               |
| 1994                                 | Corey Pavin                              | États-Unis                               |
| Nissan Open                          |                                          |                                          |
| 1995                                 | Corey Pavin                              | États-Unis                               |
| 1996                                 | Craig Stadler                            | États-Unis                               |
| 1997                                 | Nick Faldo                               | Angleterre                               |
| 1998                                 | Billy Mayfair                            | États-Unis                               |
| 1999                                 | Ernie Els                                | Afrique du Sud                           |
| 2000                                 | Kirk Triplett                            | États-Unis                               |
| 2001                                 | Robert Allenby                           | Australie                                |
| 2002                                 | Len Mattiace                             | États-Unis                               |
| 2003                                 | Mike Weir                                | Canada                                   |
| 2004                                 | Mike Weir                                | Canada                                   |
| 2005                                 | Adam Scott                               | Australie                                |
| 2006                                 | Rory Sabbatini                           | Afrique du Sud                           |
| 2007                                 | Charles Howell III                       | États-Unis                               |
| Northern Trust Open                  |                                          |                                          |
| 2008                                 | Phil Mickelson                           | États-Unis                               |
| 2009                                 | Phil Mickelson                           | États-Unis                               |
| 2010                                 | Steve Stricker                           | États-Unis                               |
| 2011                                 | Aaron Baddeley                           | Australie                                |
| 2012                                 | Bill Haas                                | États-Unis                               |
| 2013                                 | John Merrick                             | États-Unis                               |
| 2014                                 | Bubba Watson                             | États-Unis                               |
| 2015                                 | James Hahn                               | États-Unis                               |
| 2016                                 | Bubba Watson                             | États-Unis                               |
| Genesis Open                         |                                          |                                          |
| 2017                                 | Dustin Johnson                           | États-Unis                               |
| 2018                                 | Bubba Watson                             | États-Unis                               |
| 2019                                 | J. B. Holmes                             | États-Unis                               |
| Genesis Invitational                 |                                          |                                          |
| 2020                                 | Adam Scott                               | Australie                                |
| 2021                                 | Max Homa                                 | États-Unis                               |
| 2022                                 | Joaquín Niemann                          | Chili                                    |
| 2023                                 | Jon Rahm                                 | Espagne                                  |
| 2024                                 | Hideki Matsuyama                         | Japon                                    |
| 2025                                 | Ludvig Åberg                             | Suède                                    |

### Palmarès par golfeur
| Total | Nom             | Année(s)               |
| 4     | Macdonald Smith | 1928, 1929, 1932, 1934 |
| 4     | Lloyd Mangrum   | 1949, 1951, 1953, 1956 |
| 3     | Ben Hogan       | 1942, 1947, 1948       |
| 3     | Arnold Palmer   | 1963, 1966, 1967       |
| 3     | Bubba Watson    | 2014, 2016, 2018       |
| 2     | Harry Cooper    | 1926, 1937             |
| 2     | Sam Snead       | 1945, 1950             |
| 2     | Paul Harney     | 1964, 1965             |
| 2     | Billy Casper    | 1968, 1970             |
| 2     | Tom Watson      | 1980, 1982             |
| 2     | Gil Morgan      | 1978, 1983             |
| 2     | Lanny Wadkins   | 1979, 1985             |
| 2     | Fred Couples    | 1990, 1992             |
| 2     | Corey Pavin     | 1994, 1995             |
| 2     | Mike Weir       | 2003, 2004             |
| 2     | Phil Mickelson  | 2008, 2009             |
| 2     | Adam Scott      | 2005, 2020             |